# Vicar Street
Vicar Street je kulturní centrum v Dublinu v Irsku. Konají se v něm koncerty, divadlo i stand-up komedie. Postaveno bylo v letech 1997–1998 a v roce 2002 prošlo přestavbou. Kapacita je 1050 sedících nebo 1500 stojících návštěvníků. Jeho vlastníkem je Harry Crosbie, který v roce 2023 odhalil plán na výstavbu většího sálu pro 2000 lidí a menšího pro 250 lidí v sousedství stávající budovy. Ve Vicar Street vystupovali například John Cale (1998, 2001, 2003, 2025), Bob Dylan (2000), Lana Del Rey (2013), Ed Sheeran (2014, 2022) a Neil Young (2003). V letech 2008, 2009, 2014, 2016 a 2019 místo získalo cenu Irish Music Venue of the Year.